# SpongeBob ve filmu: Houba na suchu
SpongeBob ve filmu: Houba na suchu (anglicky The SpongeBob Movie: Sponge Out of Water) je americký animovaný dobrodružný film z roku 2015. Pokračováním filmu je SpongeBob ve filmu: Houba na útěku z roku 2020.

## Děj
Pirát Hambivous  dopluje lodí na ostrov. Uprostřed ostrova ukradne knihu o Zátiší Bikin.
Mezitím útočí Plankton v letadle na Křupavého Kraba potravinami. Když Spongebob letadlo sestřelí bramborou, přistane Plankton na zemi s tankem a po výbuchu tanku robotem zničí Křupavého Kraba. Ovšem robotovi dojde palivo a tak Plankton smutně odchází po dalším nepovedeném pokusu o ukradení tajného receptu na Krabí Hambáče.
Když se mu Krabs před restaurací posmívá, tak zjistí, že to je robot, který vypadá jako Plankton. Mezitím pravý Plankton ukradne recept a na místo původního receptu položí stejně vypadající lahev, ve které je dopis pro Krabse. Spongebob však náhodou jde do kanceláře pana Krabse a vidí, jak Plankton drží v ruce tajný recept. Začnou se o něj přetahovat ale recept najednou zmizí. V tu chvíli vtrhne do kanceláře pan Krabs a chce vědět kde je tajný recept. Spongebob a Plankton řeknou že prostě zmizel, ale on jim nevěří. Plankton unikne a Spongebob s panem Krabsem zjišťují že došly Krabí Hambáče.
V Zátiší Bikin vypuká apokalypsa. Pan Krabs, Spongebob a rozzuřený dav dostihnou Planktona a chtějí ho zabít. Spongebob však znenadání vytvoří bublinu, ve které s Planktonem uprchne. Rozhodnou se sestrojit stroj času a vrátit se do minulosti pro tajný recept.
Nejdříve se ocitnou ve vesmíru na jiné planetě kde se setkají s delfínem Bublalem. Ten jim dá na starost hlídat planety, ale oni je neuhlídají a tak se je Bublal pokouší zabít. Rychle doběhnou zpět do stroje času a cestují jinam. Nakonec se dostanou do chvíle, kdy Spongebob viděl Planktona s tajným receptem u pana Krabse.
Spongebob sáhne do sejfu a vytáhne lahvičku s tajným receptem. Rychle se pak s Planktonem přemístí do přítomnosti. Recept dají panu Krabsovi, ten však zjistí že je to jen dopis od Planktona. Spongebob je naštvaný na Planktona že tam dal ten dopis a Plankton je naštvaný na Spongeboba že vzal tu špatnou lahvičku. Spongebob se rozhodne obětovat.
Spongebob s Patrikem, Sépiákem, Sandy, panem Krabsem a Planktonem který se tajně pašuje ve Spongebobově ponožce jdou pryč ze Zátiší Bikin za vůní krabích hambáčů.
Mezitím pirát Hambivous dopluje na břeh s knihou a otevře si pojízdnou restauraci v lodi.
Spongebob se svými kamarády jde až dojde ke břehu. Je smutný, protože nad vodou nemůže dýchat. V tu chvíli připluje Bublal. Ten jim řekne ať mu vlezou do pusy. On vyskočí nad vodu a oni spadnou na břeh. Najednou umějí dýchat i na vzduchu. Vlezou do restaurace a uvidí, že pirát Hambivous má tajný recept.
Hambivous jim vysvětlí, že ukradl na knihu, do které když se něco napíše, tak se to stane. Do knihy napsal, ať má tajný recept na hambáče on. Spongebob a ostatní tak konečně ví, proč recept zmizel. V tu chvíli do knihy napíše, aby se Spongebob a ostatní objevili na ostrově Pelikánů. To se stane.
Spongebob však tajně vytrhl stránku z knihy. Na ostrově na stránku napíše, aby se z nich staly superhrdinové a aby se objevily u Hambivouse. V tu chvíli však Plankton vyskočí z ponožky a tak zůstává na ostrově se stránkou sám.
Před pojízdnou restaurací se objeví tým Spongeboba, který tvoří: Nezdolbubla (Spongebob v lidské velikosti s obrovským bublifukem), Pan Superúžasný (Patrik v lidské velikosti, ovládá zmrzlinu), Krabinátor (pan Krabs v lidské velikosti, ale je z něj robot), Hnusozvuk (Sépiák v lidské velikosti, má klarinet na který hraje tak příšerně, že to není schopen nikdo vydržet) a Velká Veveřice (Sandy v lidské velikosti, vypadá jako skutečná veverka, umí plivat oříšky rychleji než kulomet). Hambivous, který to nechápe se pokusí napsat něco do knihy, ale Krabinátor vystřelí svoje klepeta a tak mu zablokuje možnost pohybu s rukama.
Tým si chce plácnout ale Krabinátor nemá klepeta a tak si jedno vezme. V tu chvíli se Hambivousovi uvolní jedna ruka a uvolní si druhou ruku.
Začne ujíždět v lodi po silnici (má na lodi kola) a ostatní ho musí chytit. Spongebob vyfoukne bublinu a ta odnese knihu, která spadne do krbu. Velká Veveřice začne po Hambivousovi "střílet" oříšky. Hambivous je však odrazí obracečkou. Krabinátora zlikviduje máslem, Nezdolbublu dělovou koulí a pana Superúžasného jeho vlastní výzbrojí (zmrzlinami). Najednou se tu objeví Plankton, který si teď říká Planktoman. Planktoman je vysoký jako Hulk, a také je stejně silný. Plankton začne s lodí Hambivouse házet a když se podívá dovnitř, tak mu Hambivous stříkne do oka pálivý kečup. Potom za pomoci Nezdolbubli chytí Hambivouse a odkopne ho na ostrůvek v moři. Potom napíší na stránku z knihy, ať jsou zase v Zátiší Bikin a ať je vše jako dřív. Vše se splní a Plankton zase začne plánovat plán, jak ukrást tajný recept.
Všichni obyvatelé Zátiší Bikin jsou šťastní, že mají zase krabí hambáče.

## Obsazení
| Tom Kenny                                          | SpongeBob Squarepants |
| Antonio Banderas                                   | Hambivous             |
| Rodger Bumpass                                     | Sépiák Chobotnice     |
| Clancy Brown                                       | pan Krabs             |
| Bill Fagerbakke                                    | Patrik Hvězdice       |
| Mr. Lawrence                                       | Sheldon Plankton      |
| Carolyn Lawrence                                   | Veverka Sandy         |
| Jill Talley                                        | Karen Planktonová     |
| Lori Alan                                          | Perla Krabsová        |
| Dee Bradley Baker                                  | Okoun Perkins         |
| Matt Berry                                         | Bublal                |
| Paul Tibbit                                        | Plák                  |
| Eric Bauza, Tim Conway, Eddie Deezen a Rob Paulsen | Rackové               |

## Dabing
| Jan Maxián                                           | Spongebob Squarepants |
| Jiří Krejčí                                          | Patrik Hvězdice       |
| Antonín Navrátil                                     | Sheldon Plankton      |
| Bedřich Šetena                                       | Pan Krabs             |
| Ivo Novák                                            | Sépiák Chobotnice     |
| Jana Páleníčková                                     | Veverka Sandy         |
| Jolana Smyčková                                      | Karen Planktonová     |
| Zuzana Schulzová                                     | Perla Krabsová        |
| Tomáš Borůvka                                        | Hambivous             |
| Ladislav Novák                                       | Okoun Perkins         |
| Rudolf Kubík                                         | Plák                  |
| Igor Bareš                                           | Bublal                |
| Tomáš Juřička, Josef Carda, Libor Terš a Petr Gelnar | Rackové               |